# Равикович, Исаак Моисеевич
Равико́вич Исаа́к Моисе́евич  (7 октября 1906, г. Мозырь, Минская губерния, Российская империя — 23 августа 1979, Аршинцево, г. Керчь, Крымская область, Украинская ССР) — инженер-металлург, обогатитель-агломератчик, изобретатель-рационализатор в области Черной металлургии СССР, кавалер ордена Ленина, горный директор I ранга.

## Биография и трудовая деятельность
Родился в черте оседлости - уездном городе Мозырь Минской губернии, в еврейской семье мозырского мещанина/купца Моисея Ароновича и Раисы Ильиничны. Отец его был приказчиком на складе лесопромышленника Мисуловина, а затем строительным десятником и приказчиком по укреплению берегов и сплаву леса в Управлении пароходства реки Припять г. Мозырь.
Во время Первой мировой войны, в 1915 году, семья Равикович была эвакуирована, как беженцы, в губернский город Екатеринослав. Здесь его отец работал в качестве десятника по производству заготовок для лож винтовок у подрядчиков Тульского оружейного завода. Жили они в доме на ул. Дворянской - Дворцовой (ныне пл. Шевченко) № 2.
С 1917 по 1921 год Равикович обучался в единой трудовой Екатеринославской школе 1-й ступени Наркомпроса, окончив 4 группы (класса) данной школы. С 1920 по 1921 гг. работал учеником нарезчика зубьев на Екатеринославской фабрике по производству гребней - Артель рогового производства "Польза". Проработав после этого 9 месяцев в Екатеринославском губернском отделе народного образования Екатеринославского губернского исполкома Советов рабочих, крестьянских и красноармейских депутатов, в должности инструктора юношеской секции клубов, вернулся в артель "Польза", где работал нарезчиком зубьев для гребней, параллельно продолжая учиться в Екатеринославской трудовой школе 2-й ступени для работающих подростков. 
В 1923 году Равикович был принят в качестве ученика, а затем подручного литейщика в мартеновский цех Трубопрокатного завода им. В.И. Ленина Треста «Югосталь» ВСНХ СССР г. Екатеринослава (ныне Днепропетровский трубный завод). Продолжая работать, в 1924 году Исаак был зачислен студентом на Екатеринославский вечерний рабочий факультет им. Октябрьской революции.  
В августе 1925 года, в Екатеринославе, девятнадцатилетний Равикович был принят в члены КП(б)У ячейкой мартеновского цеха завода им. Ленина, а затем Кайдакским райкомом партии г. Екатеринослава (член РКСМ (ЛКСМУ) с 1922 года), и в том же месяце зачислен на металлургический факультет Екатеринославского горного института. 
В начале 1926 года Равикович был принят специальным корреспондентом и организатором рабкоров в редакцию газеты "Звезда" Днепропетровского окркома КП(б)У и РК металлистов. Редакцией этой газеты был командирован делегатом 3-го Всесоюзного Совещания рабкоров, селькоров, военкоров и юнкоров, созванное газетой «Правда» ЦК и МК ВКП(б) и редакцией журнала «Рабоче-крестьянский корреспондент», как представитель от юнрабкоров газеты «Комсомольская правда» Днепропетровского округа, которое проходило в Москве 23-30 мая 1926 года.
В связи с пуском Днепровского металлургического завода им. Ф.Э. Дзержинского, решением губкома партии Равикович был переброшен в г. Каменской Днепропетровского округа, где продолжал работать в редакции газеты "Звезда". Кроме этого, он был переведен из Днепропетровского горного института в Каменский рабочий техникум для инженеров узкой специализации, на факультет «доменное производство». 
В августе 1926 года был принят на Днепровский завода им. Ф.Э. Дзержинского в контрольно-инспекторский отдел, в качестве заведующего столом справок и инспектора-контролера, а по совместительству назначался членом редколлегии еженедельной рабочей газеты завода им. Дзержинского и газеты «Правда» - «Дзержинец». В сентябре 1927 года Равикович назначен начальником фабрикой агломерационного спекания, а в марте 1928 года переведен техником в рационализаторский отдел завода. В марте 1929 года его назначают инженером доменного цеха, а в мае 1930 года переводят в Отдел капитально строительства и назначают заведующим фабрикой спекания доменного цеха завода; в сентябре 1930 года переводят в Дирекцию УРР заведующим цехом блюминга.  
1 мая 1931 года окончил полный курс Каменского металлургического института имени товарища Арсеничева ВСНХ СССР, и приказом по институту ему была присвоена квалификация «инженера-металлурга по доменному производству».
В начале 1931 года Исаака Равиковича переводят в трест "Дзержинскстрой" начальником строительства новой агломерационной фабрики. Вследствие того, что строительство аглофабрики было законсервировано, в 1932 г. он был отозван Наркомтяжпромом СССР и приказом за № 97 от 13.08.1932 года был направлен в Крымскую АССР, для проектирования и строительства Камыш-Бурунской агломерационной фабрики будущего Камыш-Бурунского железорудного комбината и назначен заместителем (помощником) главного инженера Управления треста «Камышбурунстрой». .

В марте 1934 года был назначен начальником агломерационно-обогатительной фабрики комбината, которая была построена под его руководством. 6 августа 1936 года обогатительную фабрику опробовали при полной загрузке. Первый выработанный концентрат оказался вполне удовлетворительного качества: содержание железа в нем было на 4 % выше планового. В этом была огромная заслуга Равиковича, а также мастера смены П. Л. Попова, энергетика В. К. Ворста, аппаратчиц М. Г. Сузанской, И. М. Чеботаревой, слесарей П. Я. Мищенко, И. В. Муравского, Г. Ф. Венсяцкого, электрика А. Н. Триполитова и многих других..
Проработав с 1937 по 1939 год в должности ВрИО главного инженера, в ноябре 1939 года Равикович был назначен начальником технического отдела Камыш-Бурунского железорудного комбината им. Серго Орджоникидзе. 
С 1935 года ежегодно избирался членом пленума Орджоникидзевского райкомом партии г. Керчь, а Постановлением бюро Орджоникидзевского РК ВКП(б) г. Керчи от 12.12.1940 года, он был утвержден внештатным консультантом при Орджоникидзевском районом парткабинете. В августе 1940 года тот же райком ходатайствовал перед Крымским Правительством о награждении в связи с 20-летием Советского Крыма, Исаака, как хорошего специалиста, знающего свое дело, хорошо организовавшего работу технического отдела комбината, предложившего ряд изобретательских и рационализаторских предложений и изобретений.
В связи с угрозой захвата Крыма немецкими фашистами в начале Великой Отечественной войны, первый зам. Народного комиссара черной металлургии СССР Коробов П.И. своим распоряжением за № 4187 от 20.07.1941 года, освободил Равиковича 01.08.1941 от занимаемой должности в связи с переходом на Высокогорское рудоуправление г. Нижний Тагил, а также назначил его одним из организаторов по демонтажу и эвакуации оборудования Камыш-Бурунского железорудного комбината и руководителем эвакуации агломерационной фабрики Керченского металлургического завода им. Войкова на Урал, в г. Нижний Тагил..
 
Приказом Главного управления горнорудной промышленности Наркомчермета СССР № 48 от 09.10.1941 года, Равикович назначался директором строящегося обогатительно-агломерационного комбината Высокогорского рудоуправления (Высокогорского железного рудника).  С момента поступления на рудник, Исаак Равикович непосредственно руководил проектированием и строительством Аглокомбината, в совершенстве освоил эксплуатацию оборудования, наращивая ежегодно мощность и производство агломерата. Он комплектовал всё оборудование, консультировал его монтаж. 15 октября 1942 было окончено строительство Высокогорского агломерационного комбината и приказом по Рудоуправлению от 20.10.1942 года, Исаак Равикович назначался начальником комбината.  Благодаря его усиленной работе в 1942 году, Высокогорскому железному руднику было присуждено знамя Государственного Комитета Обороны и звание лучшего рудника Советского Союза. Он участвовал в подборе кадров рабочих и инженерно-технических работников, организовал техническое обучение кадров, мобилизовал коллектив рабочих и инженерно-технических работников на быстрейшее освоение технологического процесса агломерационного комбината.
В газете «Тагильский рабочий» от 07 июля 1943 года писалось: 
...Подписывая полугодовой рапорт, начальник агломерационной фабрики т. Равикович сказал:
Во втором полугодии агломератчики дадут 20 тысяч тонн высококачественной продукции сверх плана. Это будет нашим вкладом в особый фонд Главного Командования Красной Армии, вкладом в общее дело разгрома ненавистного врага...
Кроме этого, на протяжении всего периода войны, Равикович собирал земляков по всему Уралу и спасал от голодной смерти, за что и называли его "Отец родной керчан".
В 1947 году на Аглокомбинате уже работали три агломерационных машины, готовились к пуску четвертая агломашина и второе дробильное отделение. Исаак Равикович часто посещал другие предприятия в целях обмена опытом, делал доклады по политическим и техническим вопросам среди своих подчиненных. Работал над проблемой полной автоматизации управления техническим процессом Аглокомбината и над освоением производства активизированного и мартеновского агломерата. В 1949 году им была проведена организация выставки экспонатов на конференции изобретателей и рационализаторов железорудной промышленности Урала. В 1952 году руководил пуском и освоением Мокрой обогатительной фабрики Аглокомбината. Равикович, как инициативный и высококвалифицированный инженер по агломерации, своей практической работой добился, что Аглокомбинт стал передовым цехом Высокогорского рудника. 
С 1945 года ежегодно избирался членом пленума Ленинского райкома партии г. Нижний Тагил, а кроме этого, с 1951 по 1953 год посещал Вечерний Университет Марксизма-Ленинизма при Нижнетагильском горкоме ВКП(б), получив высшее партийное образование. 
Равиковича, как опытного специалиста-изобретателя в области черной металлургии, в числе 12 человек - представителей от Министерства черной металлургии СССР со всего Советского Союза, командировали выступить с научным докладом на Всесоюзном совещание изобретателей, рационализаторов и новаторов производства, которое проходило в Москве 17-19 октября 1956 года.
В декабре 1956 года он был назначен начальником агломерационно-обогатительного цеха комбината. За время работы начальником этого цеха с 1941 по 1958 гг., Равикович совершенствовал обогащение и технологию производства агломерата, улучшая его качество, получая агломерат с высокой основностью в 5 раз лучше по сравнению с выпуском 1942 года. Он добился высоких производственных показателей цеха за счет систематической рационализации производства, внедряя передовую технику и технологию производства агломерата, передовых отечественных и зарубежных фабрик.

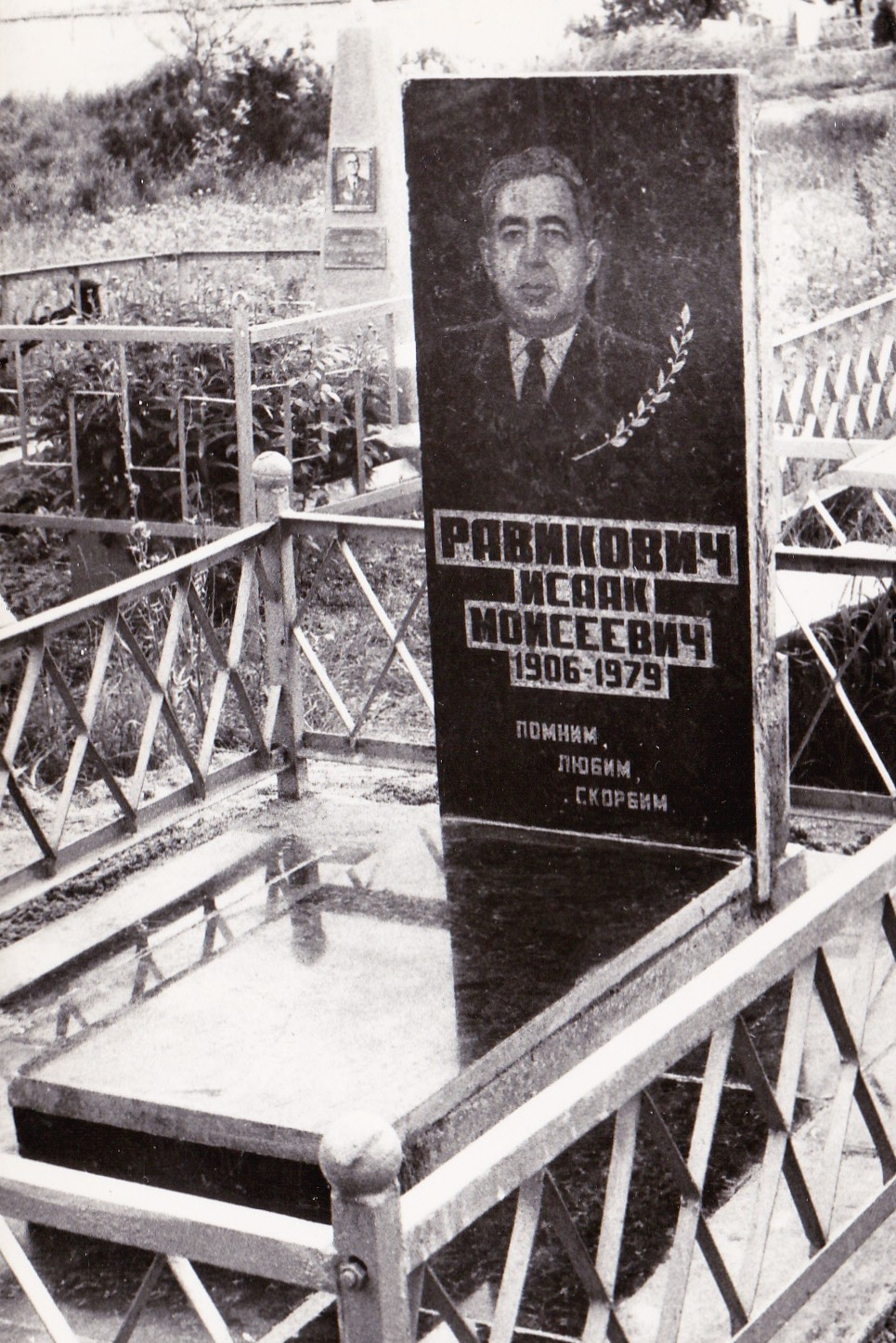
Равикович Исаак Моисеевич памятник

В декабре 1957 года, с организацией Нижнетагильского металлургического комбината, его первый директор Захаров А.Ф., придавая большое значение вопросам агломерации, пригласил Исаака Моисеевича работать на комбинате и назначил его главным обогатителем – заместителем главного инженера Горного управления комбината, а приказом от 20.05.1959 года он назначался на должность главного обогатителя – агломератчика НТМК. 
Много сил и знаний было вложено Равиковичем в возведение второго тагильского агломерационного комбината – Лебяжинского. Однако и Высокую Исаак не обходил вниманием - частенько приезжал на оперативки и вникал в проблемы высокогорцев. Именно он первым поддержал идею коренной реконструкции участка мокрой магнитной сепарации и сумел убедить в ее необходимости. За период работы в должности главного обогатителя, Исаак Равикович активно содействовал вводу в эксплуатацию Лебяжинского аглокомбината, организации производства офлюсованного агломерата на Лебяжинском и Гороблагодатском комбинатах, а также вводу в эксплуатацию магнитной сепарации на промывочной фабрике, что довело качество эфелей с содержанием железа до 50 % вместо 35 %, как дополнительный источник сырья для аглофабрик.
В 1967 году, он, будучи уже на пенсии, но продолжающий свою трудовую деятельность, был приглашён директором Камыш-Бурунского железорудного комбината - В.С. Власовым, в город Керчь, для работы начальником в сектор агломерации технического отдела комбината, у истоков строительства и развития которого он стоял в 30-е годы.
На КБЖРК он проработал с 1967 по 1979 гг.
Скончался 23 августа 1979 года от рака сигмовидной кишки. Похоронен на кладбище в микрорайоне Аршинцево города Керчь, Крымская область УССР (Республика Крым).

## Семья
- Отец: Равикович Моисей Аронович (1878 город Мозырь, Минская губерния, Российская Империя — 13.10.1941 Генеральный округ Днепропетровск, Рейхскомиссариат Украина, Третий рейх)
- Мать: Равикович Раиса Ильинична (1879 город Сувалки, Сувалкская губерния, Царство Польское, Российская Империя — 17.08.1960 город Нижний Тагил, Свердловская область, РСФСР)
  - Супруга: Балычева Людмила Ивановна (27.03.1909 город Екатеринослав, Екатеринославская губерния, Российская Империя — 01.04.1973 город Бендеры, Молдавская ССР) – бухгалтер-счетовод (брак 03.05.1930-01.04.1973)
- Дети:

1. Сын Александр (27.04.1930 город Каменской, Каменский район, Днепропетровский округ, Украинская ССР — 22.08.30 город Каменской, Каменский район, Днепропетровский округ, Украинская ССР).
2. Сын Михаил (19.12.1931 город Каменской, Каменский район, Днепропетровский округ, Украинская ССР — 17.11.1975 город Бендеры, Молдавская ССР)
3. Сын Виктор (12.07.1938 поселок Камыш-Бурун Керченского городского совета, Крымская АССР РСФСР — 25.12.2002 город Криково, сектор Рышкань города Кишинева, Республика Молдова)
4. Сын Григорий (29.12.1940 поселок Камыш-Бурун Керченского городского совета, Крымская АССР РСФСР — 25.11.1942 город Нижний Тагил, Свердловская область, РСФСР)

- Сестра: Равикович (Фельдман) Клара Моисеевна (24.08.1907 город Мозырь, Минская губерния, Российская Империя — 18.03.1991 город Днепропетровск, Днепропетровская область, Украинская ССР) — инженер-экономист.
- Брат: Равикович Семен Моисеевич (16.03.1913 город Мозырь, Минская губерния, Российская Империя — 19.09.1943 село Внутренний Бор Воробьевского с/с, Гремячский район ,Черниговская область, Украинская ССР) — инженер-механик (автотехник), инженер-капитан артиллерии Красной Армии.

## Научные труды и публикации
- Авторское изобретение № 90956 "Устройство для отделения щебня от отходов горных пород" от 16.09.1947 года (совм. К.А. Князев)
- "Усовершенствование загрузки шихты на агломерационные ленты для устранения сегрегации" 1949 год.[16]
- Техническое усовершенствование "Ленточный питатель взамен шлаковых на стержневых мельницах" от 02.08.1955 год.[* 4]
- Техническое усовершенствование "Ленточный питатель для стержневых мельниц, работающих на измельчении известняка и коксовой мелочи" 09.03.1956 года.[17]
- "Автоматизация отдельных звеньев на агломерационной фабрике" [Высокогорское рудоуправление.  М.,  1957]. - 9 с.: схем. 26 см. - (Доклад на Всесоюзном совещании доменщиков и агломератчиков. Днепропетровск, 1957 г./ М-во черной металлургии СССР. Науч.-техн. о-во черной металлургии. На правах рукописи).
- "Использование пиритных огарков при производстве железорудных окатышей". [Опыт работы Высокогорской и Гороблагодатской аглофабрик]. «Пром-экон. бюл.» (Свердл. совнархоз), 1959, № 1 (совм. Макаев С.В. и Базилевич С.В.)
- "Установка для механической сортировки агломерата на агломерационных фабриках, оборудованных механизированными складами горячего агломерата" 25.10.1960 [3]
- "Технология получения агломерата высокой основности" // Сталь, 1961, № 11, (совм. В.Я. Миллер, C.B. Базилевич и др.)
- "Влияние степени восстановления агломерата на его механическую прочность" //Металлург, апрель 1966, № 4 (совм. И.П. Худорожков, С.Г. Братчиков, М.Я. Грошев – НТМК)
- "Опыт производства офлюсованного мартеновского агломерата" //Металлург, декабрь 1966, № 12 (совм. И.П. Худорожков, М.Я. Грошев, Н.А. Чех – НТМК)
- Авторское изобретение № 244351 "Горн для агломерационной машины", опубликовано 28.05.1969 года (совм. А.А. Готовцев, Е.И. Сулименко, С.Т. Войтаник, Е.М. Бритвин, А.И. Шаров и В.А. Яценко - ДМИ)
- Авторское изобретение № 242191 "Способ регулирования процесса зажигания агломерационной шихты", опубликовано 25.04.1969 года (совм. Г.Г. Ефименко, А.А. Готовцев, В.А. Яценко и Е.М. Бритвин – ДМИ)
- Авторское изобретение № 269943 "Тележка агломерационной и обжиговой конвейерных машин", опубликовано 02.11.1971 года (совм. В.С. Власов, Е.М. Бритвин, Л.Г. Бобрушкин и Б.Н. Осьмага – КБЖРК)
- Авторское изобретение № 293438 "Многокамерный горн", опубликовано 03.10.1973 года (совм. А.А. Готовцев, В.А. Яценко и Ю.А. Болотов – ДМИ и КБЖРК)
- "Аэродинамические характеристики агломашин Камыш-Бурунского железорудного комбината". //Металлург, февраль 1971, № 2 (совм. Е.М. Бритвин, Р.Ф. Кузнецов, Г.М. Майзель, Ю.И. Мерзляков, А.П. Буткарев – Всесоюзный научно-исследовательский институт металлургической теплотехники)
- Авторское изобретение № 400777 "Горелка", опубликовано 01.10.1973 года (совм. Б.С. Пашковский, В.И. Макаров, В.Я. Гилод, Ю.А. Болотов, и Е.М. Бритвин – КБЖРК)
- Авторское изобретение № 453194 "Мультициклон для отчистки газов от пыли", опубликовано 15.12.1974 года (совм. М.И. Гольцман, А.И. Шаров, В.Д. Бакай, Е.М., Бритвин и М.П. Поликаркин)
- "Избирательная очистка отходящих газов в условиях аглофабрики Камыш‐Бурунского железорудного комбината" // Сталь, 1974, № 8, (совм. В.В. Кормышев, С.М. Белоконь, Е.М. Бритвин).

## Награды и отличия

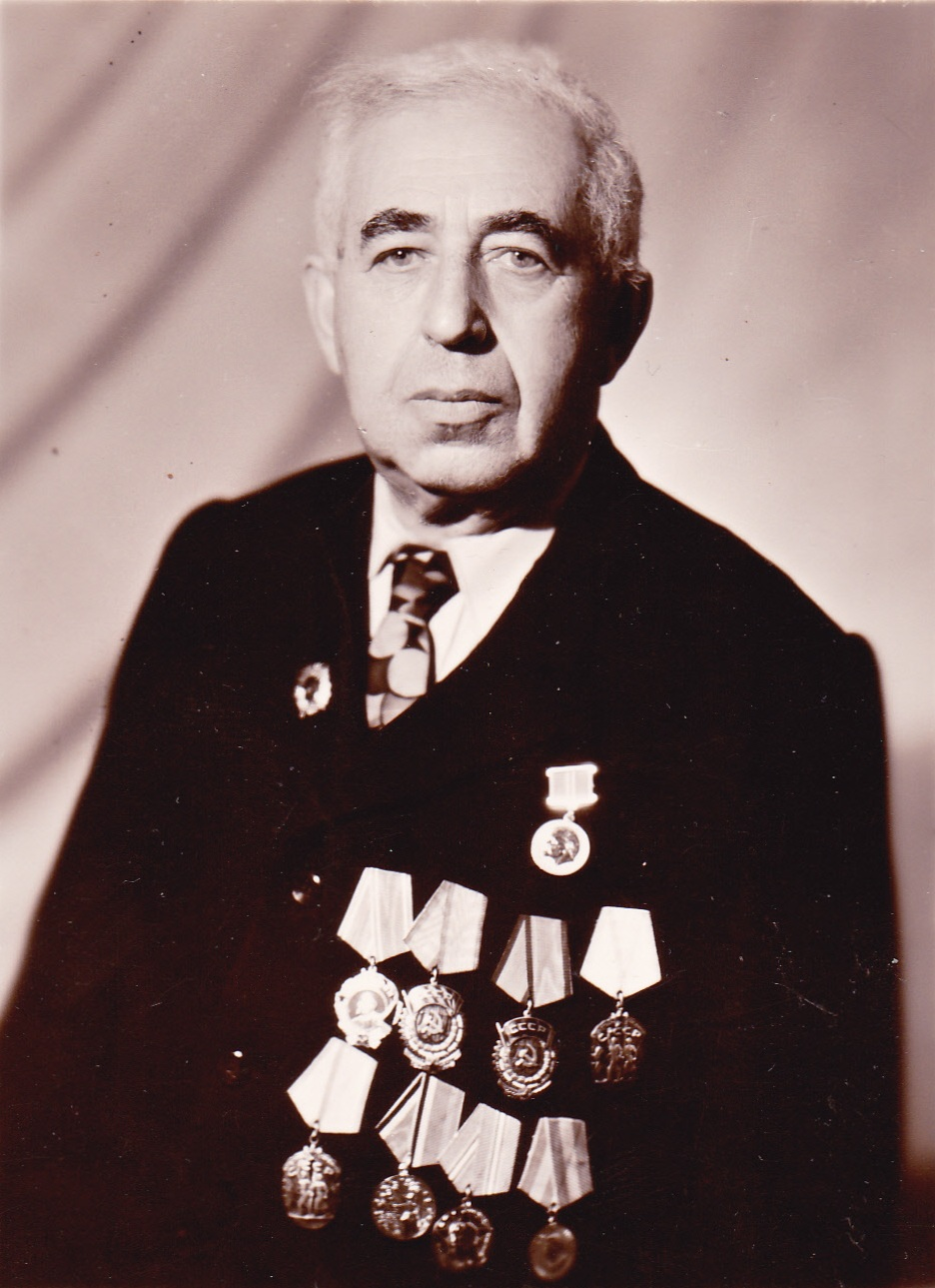
Равикович Исаак Моисеевич награды

- Орден «Знак почета» (29.04.1943) - за образцовое выполнение заданий Правительства и Государственного Комитета Обороны СССР по строительству заводов черной металлургии и авиационной промышленности.
- Нагрудный знак «Отличник Социалистического Соревнования Черной металлургии» (09.06.1944) - за обеспечение оборудованием скоростного строительства, успешное освоение агломерационного комбината Высокогорского рудоуправления и за стахановскую работу.
- Орден «Трудового Красного Знамени» (31.03.1945) - за успешное выполнение заданий Государственного Комитета Обороны СССР по увеличению добычи железной руды.
- Медаль «За доблестный труд в Великой Отечественной войне 1941—1945 гг.» (07.11.1945) за обеспечение своим доблестным и самоотверженным трудом победы СССР над Германией в Великой Отечественной войне
- Персональное звание «Горный директор I ранга» (03.06.1948) - Приказ Министра металлургической промышленности СССР.
- Орден «Трудового Красного Знамени» (09.05.1949) - за выслугу лет и безупречную работу в металлургической промышленности.
- Орден Ленина (24.02.1954) - за выслугу лет, безупречную работу и строительство агломерационной фабрики.
- Орден «Знак почета» (09.08.1958) - за успешное выполнение государственного плана по обеспечению Черной металлургии сырьем и за достигнутые успехи в развитии черной металлургии по РСФСР, по Свердловской области.
- Звание «Лучший рационализатор комбината» (19.01.1961) - Постановление Заводского комитета и Дирекции НТМК, за достижение наилучших показателей по рационализации и изобретательству.
- Звание "Лучший рационализатор комбината" (18.04.1963) - Постановление Дирекции НТМК за внедрение новой техники на предприятии, а также за достижение наилучших показателей по рационализации и изобретательству.
- Юбилейная медаль «50 лет Вооружённых Сил СССР» (12.04.1969) - Указ Президиума Верховного совета СССР.
- Юбилейная медаль "За доблестный труд. В ознаменование 100-летия со дня рождения Владимира Ильича Ленина" (10.04.1970) - за высокие образцы труда и активную общественную деятельность.
- Юбилейная медаль «Тридцать лет Победы в Великой Отечественной войне 1941—1945 гг.» (13.08.1976) - Указ Президиума Верховного совета СССР.